# Рудники (Поддембицький повіт)
Рудники (пол. Rudniki) — село в Польщі, у гміні Пенчнев Поддембицького повіту Лодзинського воєводства.
Населення — 308 осіб (2011).
У 1975-1998 роках село належало до Серадзького воєводства.

## Демографія
Демографічна структура станом на 31 березня 2011 року:
|          | Загалом | Допрацездатний вік | Працездатний вік | Постпрацездатний вік |
| -------- | ------- | ------------------ | ---------------- | -------------------- |
| Чоловіки | 155     | 39                 | 99               | 17                   |
| Жінки    | 153     | 34                 | 74               | 45                   |
| Разом    | 308     | 73                 | 173              | 62                   |